# تاریخ شفاهی

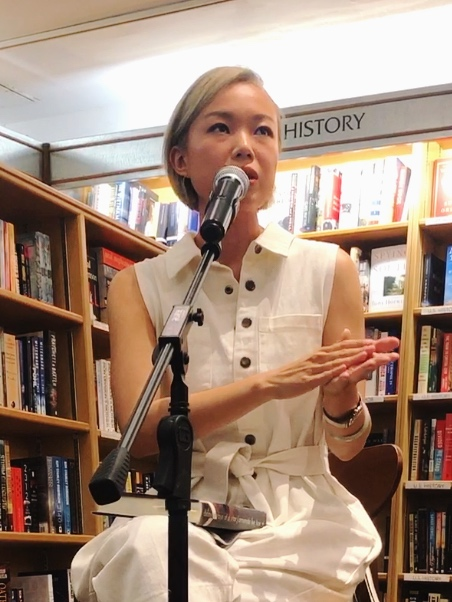
آماندا لی کو نویسنده و تاریخ‌نگار اهل سنگاپور

تاریخ شفاهی یکی از شیوه‌های پژوهش در تاریخ است که به شرح و شناسایی وقایع، رویدادها و حوادث تاریخی بر اساس دیدگاه‌ها، شنیده‌ها و عملکرد شاهدان، ناظران و فعالان آن ماجراها می‌پردازد.

## تاریخچه
در قالب شیوهٔ امروزی، تاریخ شفاهی برای نخستین بار در سال ۱۹۴۸ در دانشگاه کلمبیا بنیان نهاده شد. با تشکیل انجمن تاریخ شفاهی در سال ۱۹۶۶ و نیز بنای بخش تاریخ شفاهی دانشگاه هاروارد در سال ۱۹۶۷ گسترش افزون‌تری پیدا کرد، و در قالب مبحثی جدی در محفل‌های پژوهشی و تاریخی جهان شناخته گشت و مورد پذیرش واقع شد. بخش تاریخ شفاهی   ایران موسوم به پروژه تاریخ شفاهی ایران می باشد.